# Красноліпе
Красноліпе (пол. Krasnolipie, нім. Schönlinde) — село в Польщі, у гміні Бранево Браневського повіту Вармінсько-Мазурського воєводства.
Населення — 128 осіб (2011).
У 1975-1998 роках село належало до Ельблонзького воєводства.

## Демографія
Демографічна структура станом на 31 березня 2011 року:
|          | Загалом | Допрацездатний вік | Працездатний вік | Постпрацездатний вік |
| -------- | ------- | ------------------ | ---------------- | -------------------- |
| Чоловіки | 70      | 17                 | 47               | 6                    |
| Жінки    | 58      | 12                 | 37               | 9                    |
| Разом    | 128     | 29                 | 84               | 15                   |